# Tribulago
Tribulago es un género con dos especies de orquídeas originarias de Centroamérica.

## Especies deTribulago
1. Tribulago blancoi (Pupulin) Luer, Monogr. Syst. Bot. Missouri Bot. Gard. 105: 230 (2006).
2. Tribulago tribuloides (Sw.) Luer, Monogr. Syst. Bot. Missouri Bot. Gard. 95: 265 (2004).